# Don’t Stop Me Now
Don’t Stop Me Now – piosenka zespołu Queen wydana w 1979 roku na singlu, który promował album Jazz (1978). Utwór został napisany przez Freddiego Mercury’ego. Refren to charakterystyczne dla Queen harmonie wokalne oraz solo na gitarze.
W tekście piosenki obecne jest nawiązanie do postaci z XIII-wiecznej legendy, Lady Godivy. Utwór znajduje się na kompilacji Greatest Hits (1981).
W głosowaniu w programie BBC Top Gear w 2005 roku, utwór został wybrany najlepszą piosenką do drogi.

## Wydania
Na stronie B singla znalazł się utwór „In Only Seven Days” (wyjątki to Stany Zjednoczone, Japonia, Australia, gdzie na stronie B umieszczono utwór „More of That Jazz”).

## Covery
Wybrane wersje innych wykonawców:
- The Vandals, 2004 (punk).
- Fobia (po hiszpańsku).
- McFly, piosenka osiągnęła #1 w Wielkiej Brytanii (lipiec 2006). W dokumencie o Freddiem Mercurym (z okazji jego 60 urodzin), zespół żartobliwie przeprosił za „zabicie tej piosenki”.